# Peter Oppenheimer
Peter Oppenheimer (La Grange, 14 gennaio 1963) è un dirigente d'azienda statunitense, fino al 2014 vicepresidente e direttore finanziario della Apple e in seguito membro del consiglio d'amministrazione di Goldman Sachs.

## Biografia
Oppenheimer ha frequentato la California Polytechnic State University, conseguendo una laurea in economia agraria nel 1985, e poi un MBA presso la Santa Clara University.

## Carriera
Ha trascorso sei anni nel settore della consulenza informatica presso Coopers and Lybrand (ora PricewaterhouseCoopers), dove ha gestito gli impegni finanziari per clienti in settori quali assicurazioni, telecomunicazioni, trasporti e banche. Entra a far parte di Automatic Data Processing e diventa CFO della Divisione Claims Services.

### In Apple
Nel 1996, Peter Oppenheimer entra nella Apple come controller per le Americhe. Nel 1997 è stato promosso a Vice President e Controller of Worldwide Sales e poi a General Controller.
Ha trascorso 18 anni in Apple, riportando direttamente al CEO Tim Cook e facendo parte del comitato esecutivo dell'azienda. In qualità di CFO, Oppenheimer si occupava di revisione contabile, tesoreria, investor relations, imposte, sistema informativo, Internal auditing, facilities, corporate development e risorse umane. Lascia l'azienda americana nel 2014.